# Pardosa thompsoni
Pardosa thompsoni är en spindelart som beskrevs av Mark Alderweireldt och Rudy Jocqué 1992. Pardosa thompsoni ingår i släktet Pardosa och familjen vargspindlar. Inga underarter finns listade i Catalogue of Life.